# Accipiter chionogaster
Accipiter chionogaster (лат.) — вид хищных птиц из семейства ястребиных (Accipitridae). Подвидов не выделяют. Распространён от юга Мексики до Никарагуа. Некоторыми авторами рассматривается как подвид полосатого ястреба (Accipiter striatus).

## Описание
Небольшой ястреб длиной 27—37 см и размахом крыльев от 42 до 58 см. Самки намного крупнее и тяжелее самцов. Длина самок варьируется от 31 до 36,5 см, а масса одной измеренной самки составляла 165 г. Длина самцов варьируется от 26,6 до 29,8 см, а масса — от 94 до 114 г.
Половой диморфизм в окраске оперения не выражен. Голова и верхняя часть тела от тёмно-серого до тёмно-синевато-серого цвета. Щеки и шея белые. Нижняя часть тела белая с тонкими чёрными прожилками на подбородке, горле и верхней части груди. Бёдра с бледно-рыжим оттенком. Хвост тёмный с широкими серыми полосами и белым кончиком. Радужная оболочка красная. Клюв чёрный, восковица желтоватая. Длинные и очень тонкие ноги жёлтого цвета.

## Питание
Accipiter chionogaster охотится с присады или во время быстрого полёта сквозь густую растительность. Питается преимущественно птицами. Основу рациона составляют мелкие певчие птицы (древесницевые, крапивниковые, дроздовые). Крупные самки могут охотится на более крупную добычу (голубиные). Иногда поедают ящериц, летучих мышей и крупных насекомых.

## Размножение
Сезон размножения от начала ухаживания до вылета птенцов из гнезда продолжается около девяти месяцев.  Яйца откладываются с декабря по март. Гнездо обычно сооружается на сосне Pinus oocarpa и располагается в развилке основного ствола или на боковой ветке на высоте 12—25 м от земли. Размеры гнезда варьируют от 3 до 56 см в диаметре и высотой 24—47 см с глубиной внутренней чаши в среднем 9 см. Как правило, основание и периметр гнезда сделаны из крупных сосновых прутьев, расположенных концентрическими кругами, а внутренняя чаша заполнена более мелкими и тонкими ветками широколиственных деревьев с кусочками коры. В кладке 1—3 яйца эллиптической формы, голубовато-белого цвета с тёмно-коричневыми пятнами и вкраплениями. Размеры яиц 35—40 х 30—32 мм, средняя масса 17—22 г. Насиживает преимущественно самка в течение 30—35 дней. Птенцы полностью оперяются через 36—40 дней, но остаются зависимыми от родителей ещё в течение месяца.

## Галерея

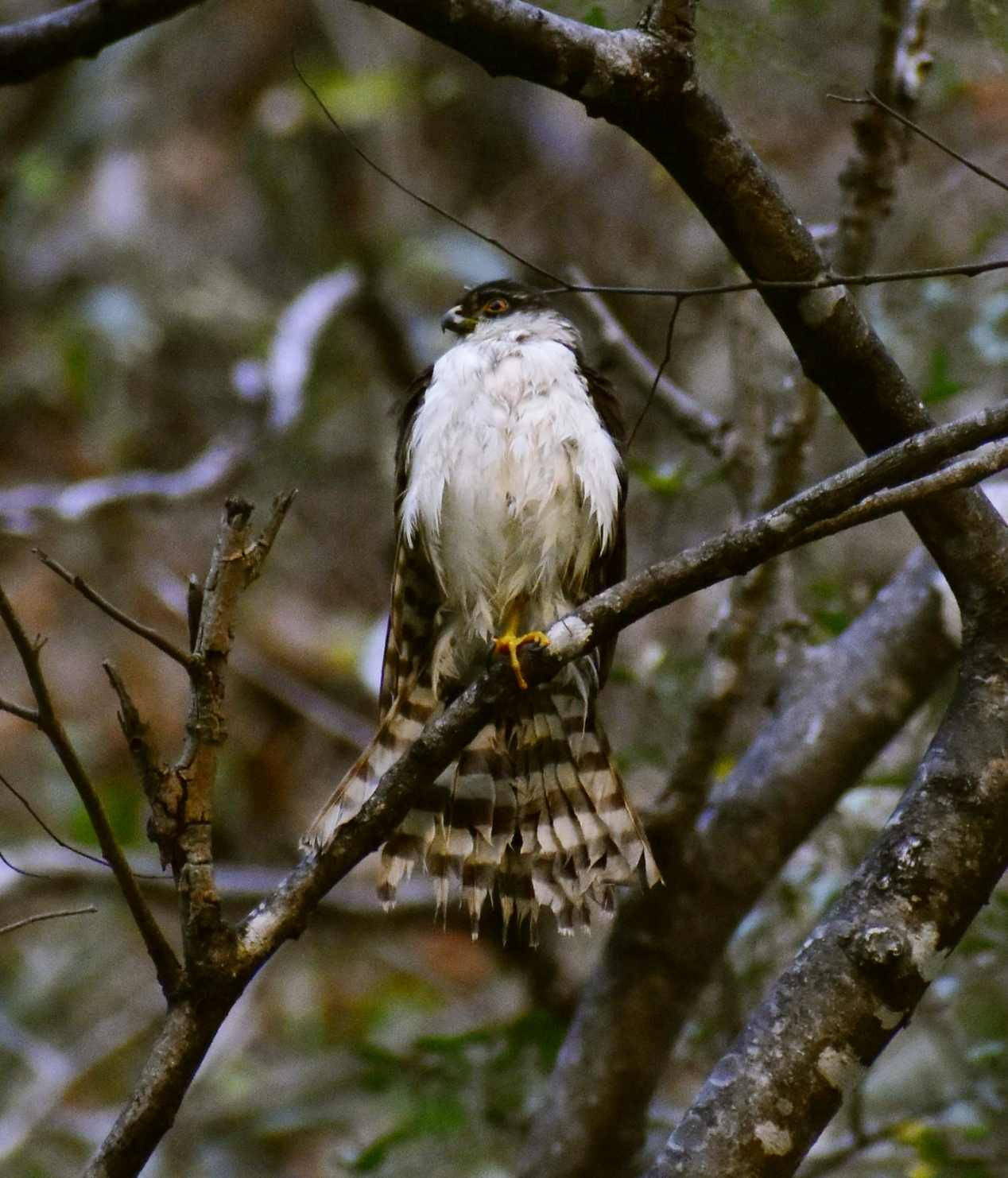
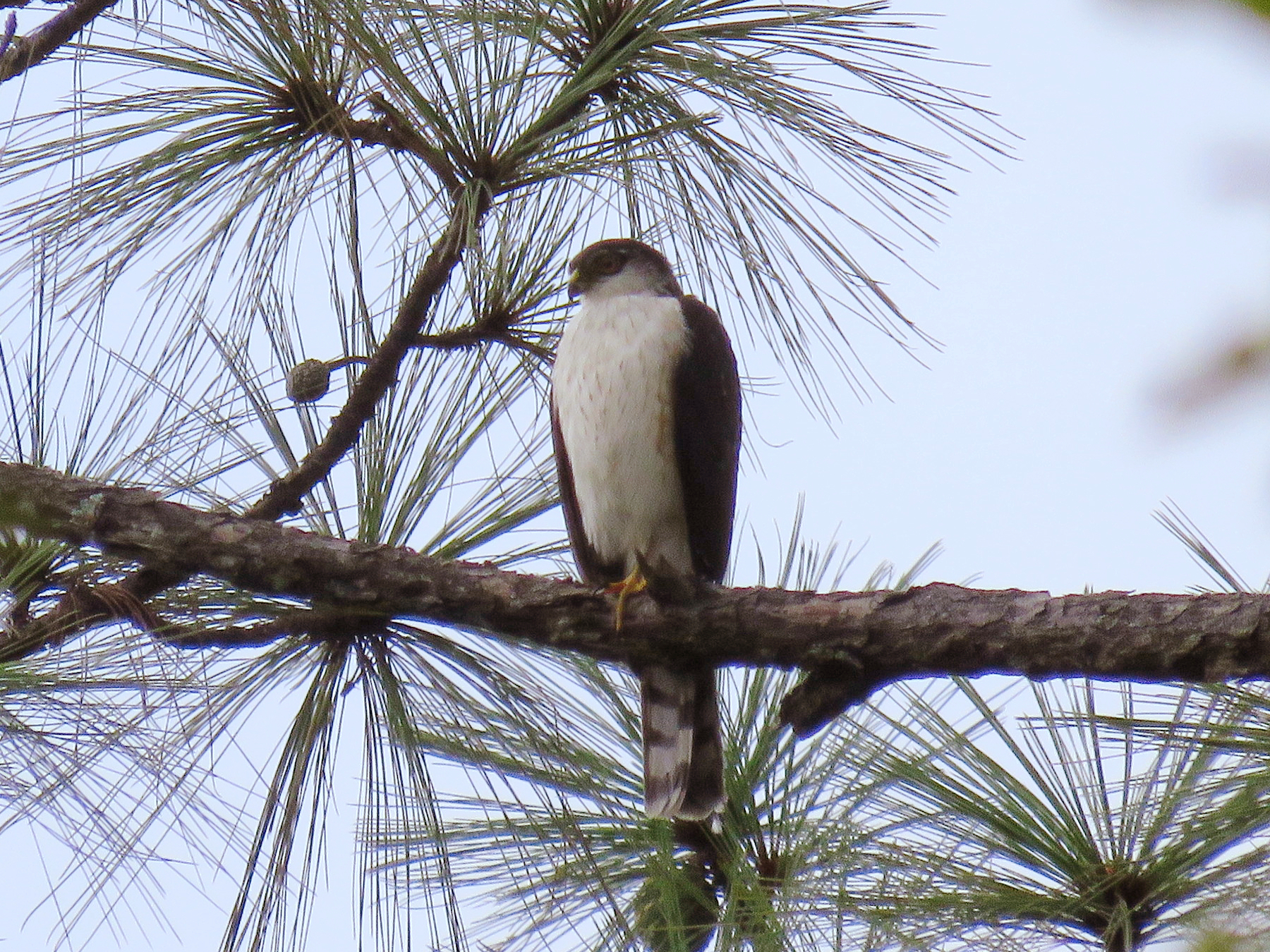
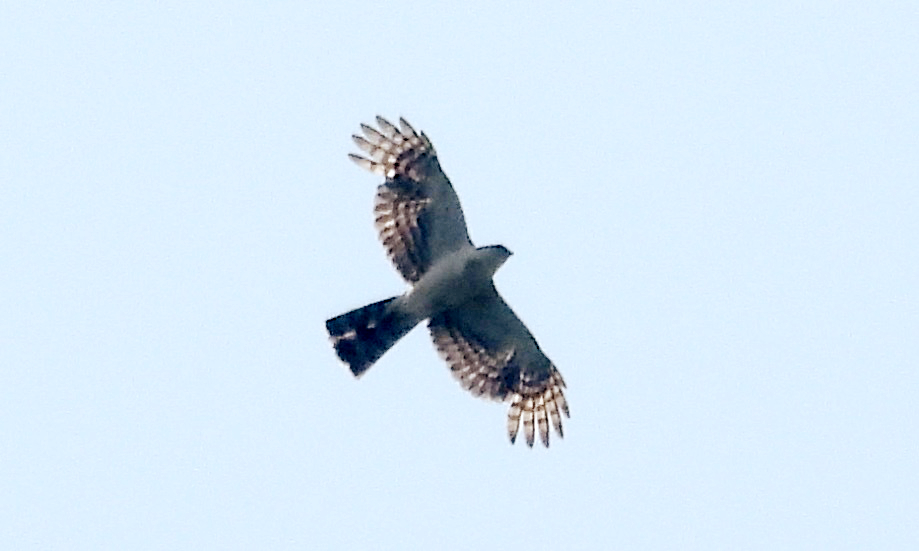